# Caedocyon
Caedocyon — викопний рід підродини Hesperocyoninae ранніх псових, які населяли західну частину Північної Америки протягом олігоцену 30.8—20.6 Ma.
Зубний ряд свідчить про те, що ця тварина була гіперм'ясоїдною чи мезом'ясоїдною.